# 帝里木下
帝里 木下（ている きのした、1985年12月17日 - ）は、韓国籍の元プロボクサー。本名・朴 泰一。大阪府大阪市出身。右利きながら左ボクサーファイターである。第35代日本スーパーフライ級王者。千里馬神戸ボクシングジム所属。

## 来歴
徳山昌守に憧れ、大阪朝鮮高級学校進学とともにボクシングを始める。龍谷大学までアマチュアで活躍。
大学卒業に合わせ千里馬ジムに入門し、2008年5月11日、明石産業会館での兼本誠大戦でデビューし、判定勝利。
2011年、「最強後楽園」にエントリーし、決勝まで進出。決勝では翁長吾央（大橋）と対戦するが、4回負傷判定で引き分けも、ジャッジの判定で日本スーパーフライ級王座挑戦権を得た。
その後、王座を保持していた佐藤洋太が世界王座挑戦のため返上。空位となった日本王座を再び翁長と争うことになった。2012年3月27日、佐藤の世界タイトルマッチのアンダーカードとして王座決定戦が行われ、2-1の判定で勝利しプロ初タイトル獲得となった。
2012年7月22日、神戸サンボーホールで同級2位の角谷淳志（金沢）と戦い2-1（2者が97-94、94-96）で初防衛に成功した。 
2012年11月23日、神戸サンボーホールで同級7位の大庭健司（FUKUOKA）と戦い3-0の判定で2度目の防衛に成功した。しかし、内容は今回も大苦戦でスコアは(96-95、96-94、97-94)と、3-0とはいえかなり接近していた。
2013年3月31日、地元神戸サンボーホールで同級1位の白石豊土（協栄）と対戦し、2回に左ストレートからの右ショートフックでダウンを奪い、そのまま主導権を掌握していき3-0(97-93、2者が97-92)の文句なしの判定で3度目の防衛に成功した。 
2013年7月28日、神戸サンボーホールで同級4位の戎岡淳一（明石）と対戦し序盤からコツコツとポイントを重ねていき試合が終われば3-0の大差で判定勝利し4度目の防衛に成功した。
2013年11月24日、神戸サンボーホールで同級8位の大塚隆太（18鴻巣）と対戦し、5回1分27秒3-0（50-46、49-46、49-48）の負傷判定勝ちで5度目の防衛に成功した。
2014年1月16日、日本スーパーフライ級王座を返上した。
2014年3月19日、亀田大毅が返上したIBF世界スーパーフライ級王座を懸け、IBF世界スーパーフライ級1位のゾラニ・テテ（南アフリカ共和国）と対戦をするようIBFから指令を受けた。
2014年4月20日、対戦日時や場所は不明（後に7月18日、神戸ポートピアホテルで開催される事が決定する）だが、テテと帝里の間でIBF世界スーパーフライ級王座決定戦を行うことが決定、IBFは「決定戦の間に試合を挟んではいけない」との指令も出していた為、OPBF東洋太平洋スーパーバンタム級王者和氣慎吾とスパーリングを行った。
2014年7月18日、神戸ポートピアホテルでIBF世界スーパーフライ級王座決定戦をゾラニ・テテと行うが、12回0-3（2者が110-118、109-119）の判定負けを喫し王座獲得に失敗しプロ初黒星となった。
2017年7月2日、ブリスベンのサンコープ・スタジアムでIBF世界スーパーフライ級王者のヘルウィン・アンカハスと対戦し、7回1分53秒TKO負けを喫し王座獲得に失敗した。

## 戦績
- アマチュアボクシング：80戦65勝15敗[2]
- プロボクシング：28戦25勝(8KO)2敗1分

## その他
- 神戸ポートタワーホテルの社員であり、記者会見などはポートタワーホテルで行うことがある[14]。
- 2014年6月25日の13時前、世界戦の宣伝で『桑原征平粋も甘いも』（ABCラジオ）にゲスト出演。出演終了後、13時からの「粋甘流☆美女と野獣」コーナーにて、同行した千里馬啓徳会長とともに同コーナーの月間最優秀作品（「月間MVP」と呼称）を決める挙手にも参加した。

## 獲得タイトル
- 第35代日本スーパーフライ級王座（防衛5=返上）